# دورية الدراسات الإسلامية
دورية الدراسات الإسلامية هي دورية أكاديمية مُقيَّمة في مجال الدراسات الإسلامية. تأسست الدورية عام 1992 في مركز أكسفورد للدراسات الإسلامية وتنشرها مطبعة جامعة أكسفورد. فُهرست بواسطة قاعدة بيانات أتلا الدينية، والببليوغرافيا الدولية للعلوم الاجتماعية، ومؤشر العلوم الإنسانية البريطانية، مؤسسة إلتون بيرسون. محرر الدورية هو فرحان أحمد نظامي من كلية المجدلية بأكسفورد. قدَّم نظامي المجلد الأول من الدورية وذكر أنها تهدف إلى:
"... تشجيع نشر ومناقشة نتائج البحوث في العديد من التخصصات، لتشجيع فهم أكثر استنارة لمختلف فروع التعلم التي تتعلق بالإسلام. يعكس هذا النهج الشامل وجهة النظر القائلة بأن التقاليد الإسلامية يمكن فهمها وتقديرها بشكل أفضل ضمن إطار ما قد يسميه المؤرخون الفرنسيون "التاريخ الكلي".

## وصلات خارجية
- الموقع الرسمي